# Interestatal 87
La Interestatal 87 (abreviada I-87) es una autopista interestatal ubicada en el estado de Nueva York. La autopista inicia en el sur desde la I 278  en el Bronx y sigue hacia el norte hasta la A 15  en la frontera canadiense cerca de Champlain, Nueva York. La autopista tiene una longitud de 536,7 km (333,49 mi).

## Mantenimiento
Al igual que las carreteras estatales, las carreteras federales, la Interestatal 87 es administrada y mantenida por el Departamento de Transporte del Estado de Nueva York por sus siglas en inglés NYSDOT.